# Gaspar de Ávalos de la Cueva
Pour les articles homonymes, voir Avalos et Cueva.
Gaspar de Ávalos de la Cueva, aussi appelé Gaspar Dávalos de la Cueva (né à Guadix en Espagne, en 1485 et mort à Saint-Jacques-de-Compostelle le 2 novembre 1545) est un cardinal espagnol du XVIe siècle. Il est de la famille du cardinal Innico d'Avalos d'Aragona.

## Repères biographiques
Gaspar Dávalos de la Cueva fait ses études à Paris et à Salamanque. Il est chanoine à Murcie et à Cartagène.
Il est élu évêque de Guadix y Baza en 1524. Il est promu archevêque de Grenade en 1520 et transféré à l'archidiocèse de Compostelle en 1542. Le pape Paul III le crée cardinal lors du consistoire du 19 décembre 1544.